# 열곡대

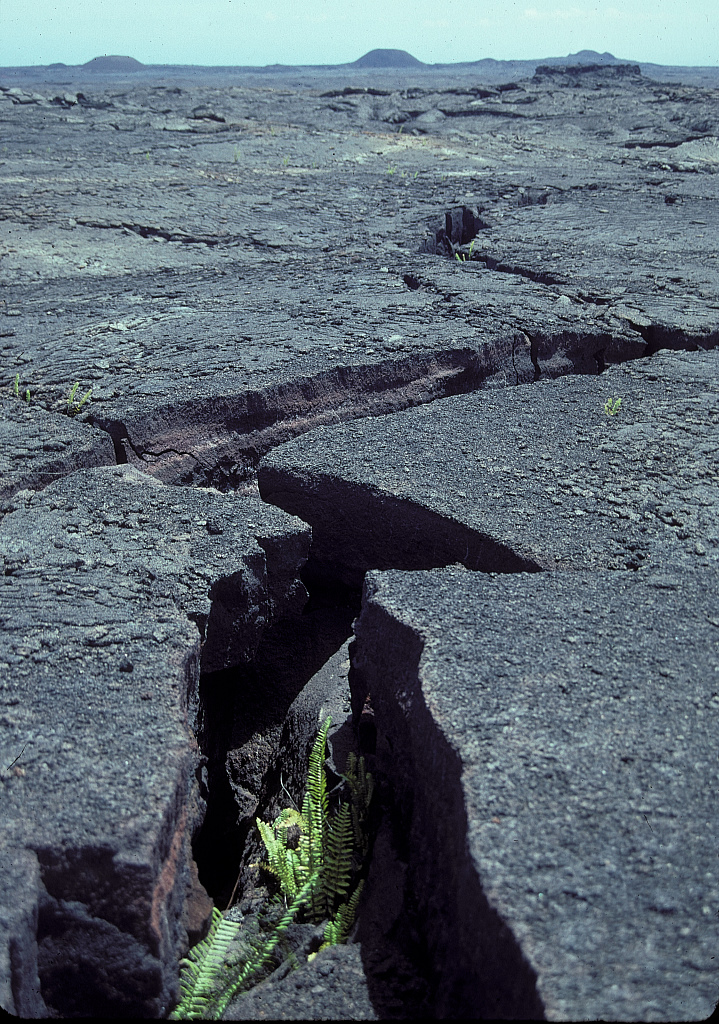
킬라우에아의 동쪽 열곡대

열곡대(영어: Rift zone)는 일부 화산지대에서, 특히 화산의 형성 중 다발적으로 발생하는 직선상의 갈라진 틈에 의해 용암이 화산 정상이 아닌 능선에서 분출할 수 있는 하와이의 순상화산에서 볼 수 있는 지형이다.
예를 들면, 현재 진행되는 킬라우에아 용암의 분출은 킬라우에아 분화구에서 동쪽으로 약 15km 떨어진 킬라우에아의 동쪽 열곡대에 위치한 푸우오오 분화구로부터 계속해서 진행되고 있다. 열곡대는 보통 화산 정상으로부터 수십  킬로미터까지 뻗어가는데, 하와이에 있는 대부분의 화산은 두 개에서 세 개의 열곡대를 갖고 있다. 열곡대로부터 반복적으로 분출된 용암이 쌓이면서, 하와이의 많은 화산들이 길게 늘어진 모양을 띄게 되었다. 이러한 화산의 대표적인 예로 들 수 있는 마우나로아 산은, 하와이어로 "기다란 산"이라는 뜻을 갖고 있다.
열곡대로 인해 마을에서 멀리 떨어진 화산이 분출한다고 해도 열곡대를 따라 용암이 흘러 피해가 확산된다.
킬라우에야 산에  동쪽 열곡대이다.

## 같이 보기
- 뉴베리 화산
- 동아프리카 열곡대